# Dekanat śremski
Dekanat śremski (hist. łac. decanatus sremensis) – jeden z 43 dekanatów archidiecezji poznańskiej, składa się z jedenastu parafii: 
- parafia pw. św. Jakuba Apostoła (Błażejewo),
- parafia pw. św. Michała Archanioła (Błociszewo),
- parafia pw. św. Katarzyny (Brodnica),
- parafia pw. św. Michała Archanioła (Dolsk),
- parafia pw. św. Barbary (Jaszkowo - Manieczki),
- Najświętszej Marii Panny Wniebowziętej (Mórka),
- parafia pw. bł. Michała Kozala (Śrem, os. Helenki)
- parafia pw. Najświętszego Serca Jezusa (Śrem, os. Helenki - Śrem, os. Jeziorany),
- parafia pw. Najświętszej Marii Panny Wniebowziętej (Śrem),
- parafia pw. Ducha Świętego (Śrem),
- parafia pw. św. Rocha (Wieszczyczyn),

Dekanat sąsiaduje z dekanatami:
- kórnicki,
- nowomiejski,
- borecki,
- gostyński,
- krzywiński,
- kościański,
- stęszewski,
- luboński.

Administracyjnie dekanat położony jest na terenie gmin: Śrem i Dolsk, a także na prawie całym terenie gminy Brodnica.

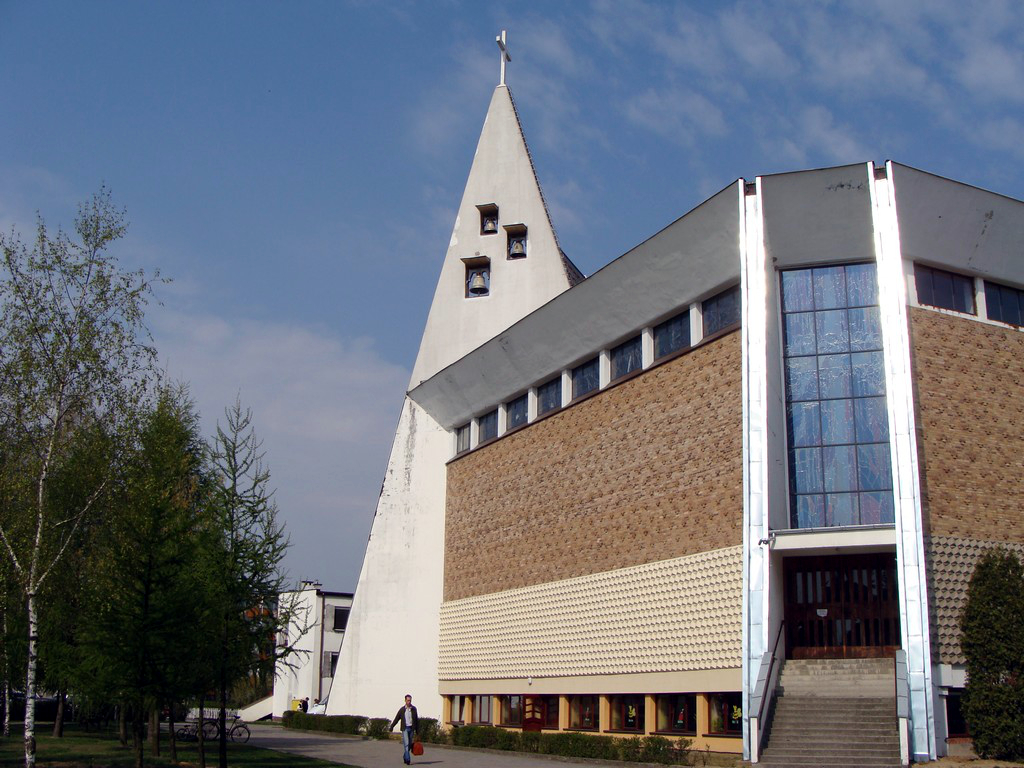
Kościół Najświętszego Serca Pana Jezusa w Śremie
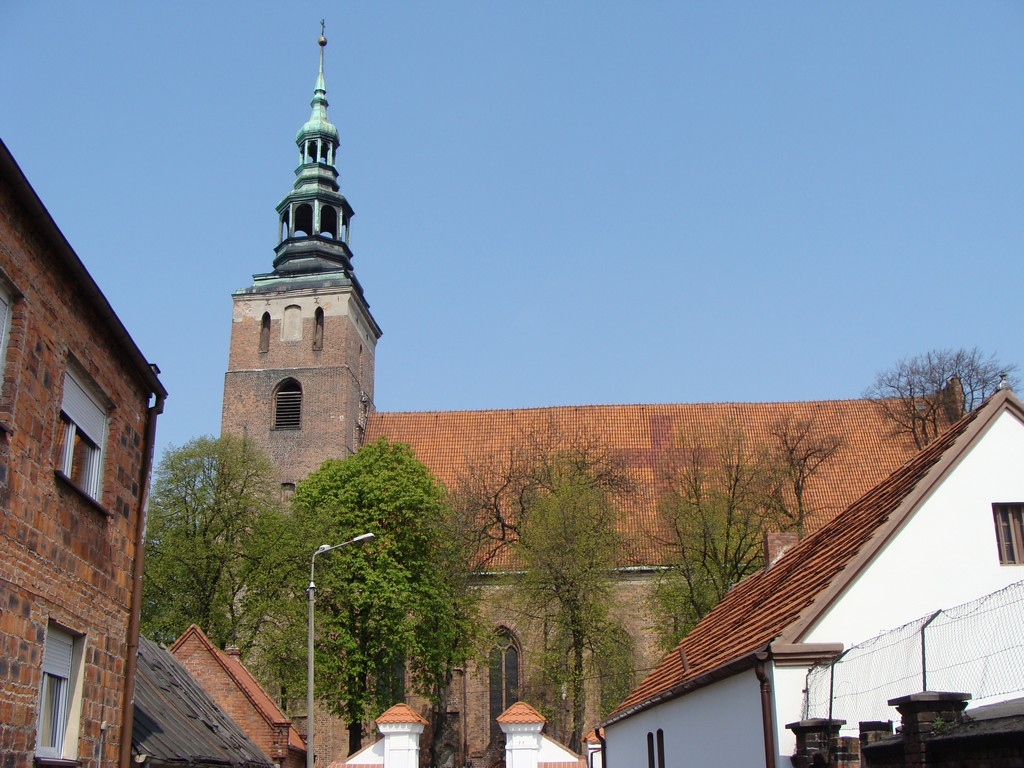
Kościół farny w Śremie
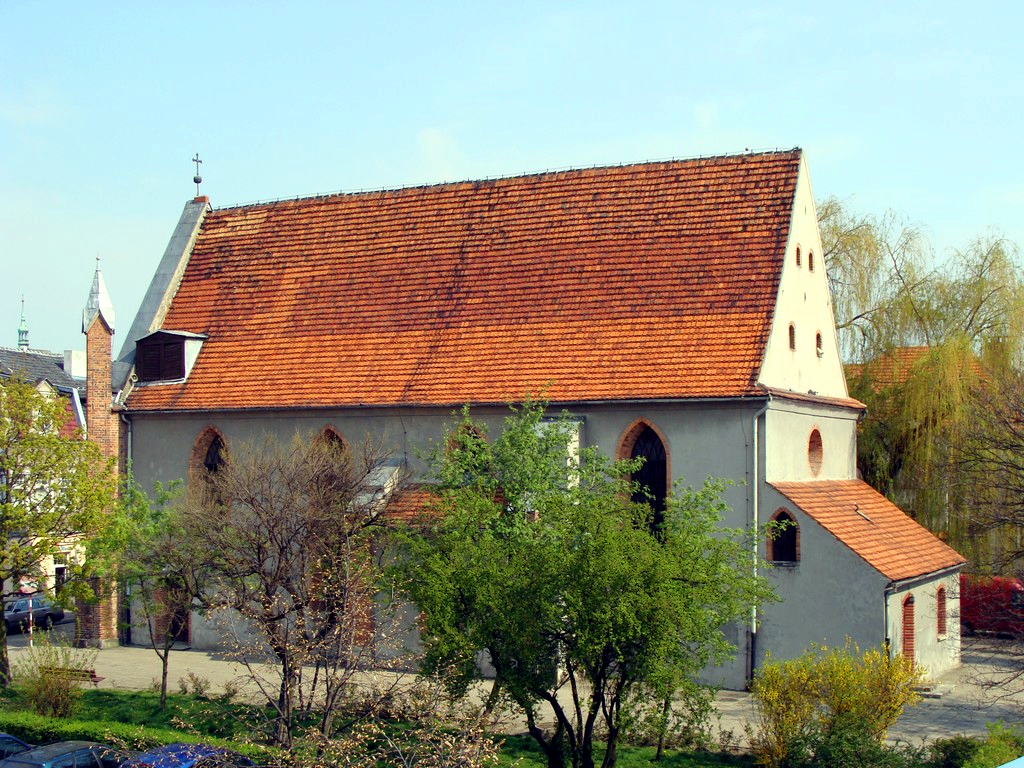
Kościół Świętego Ducha w Śremie
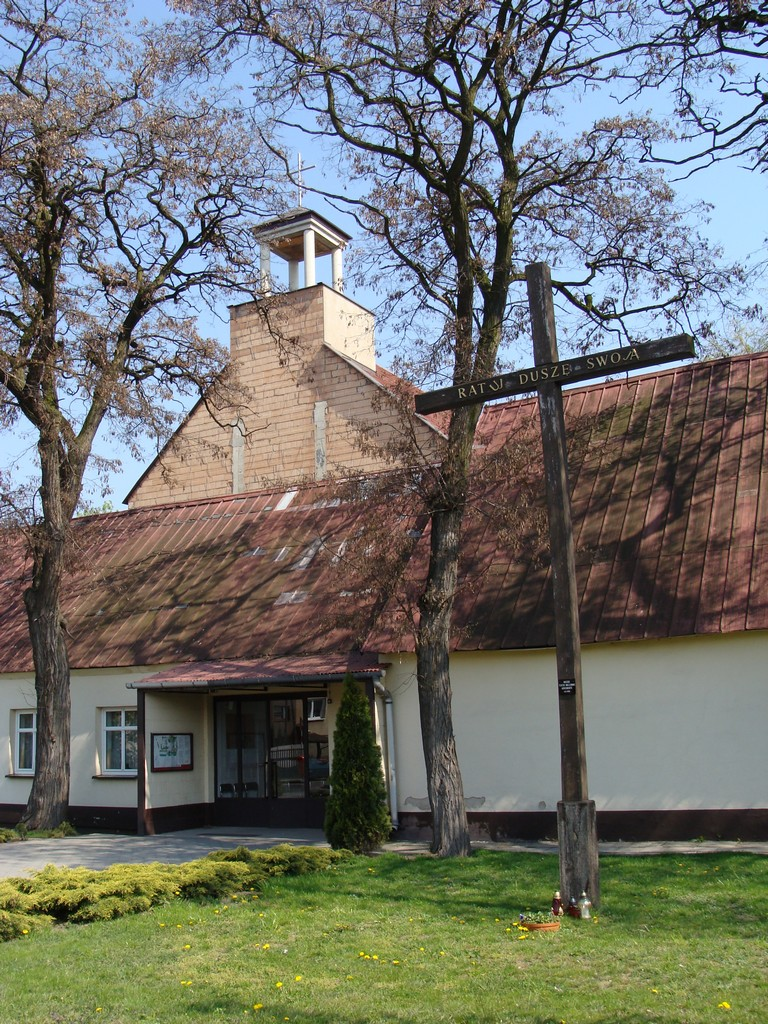
Kościół bł. Michała Kozala w Śremie
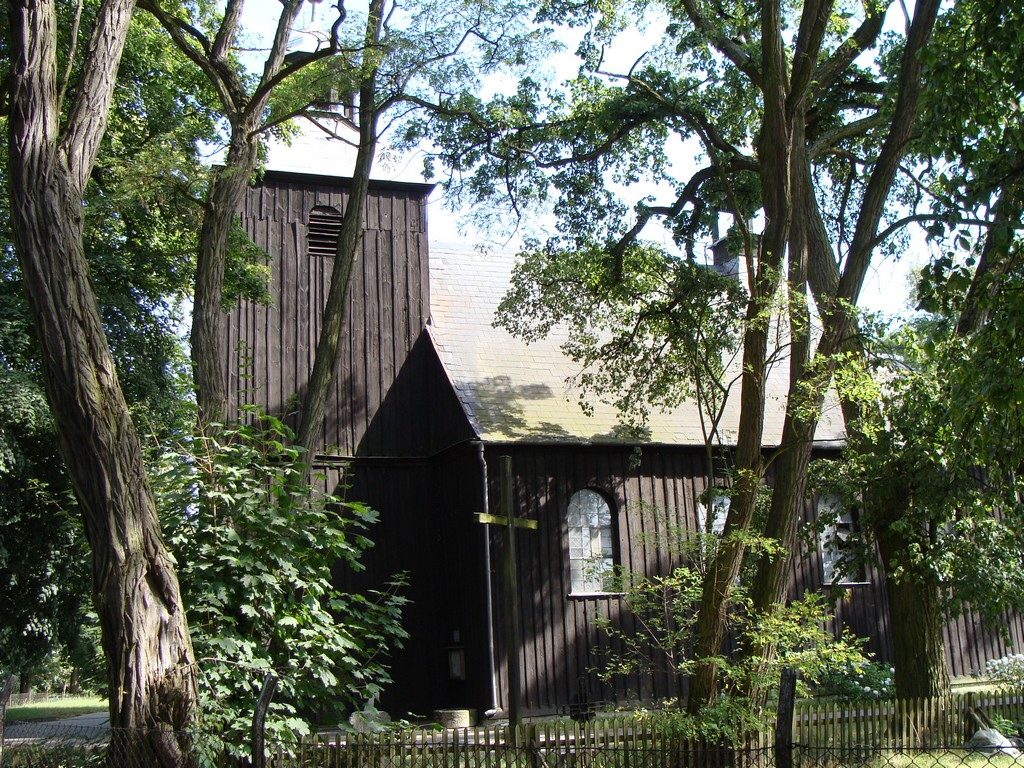
Kościół w Błociszewie
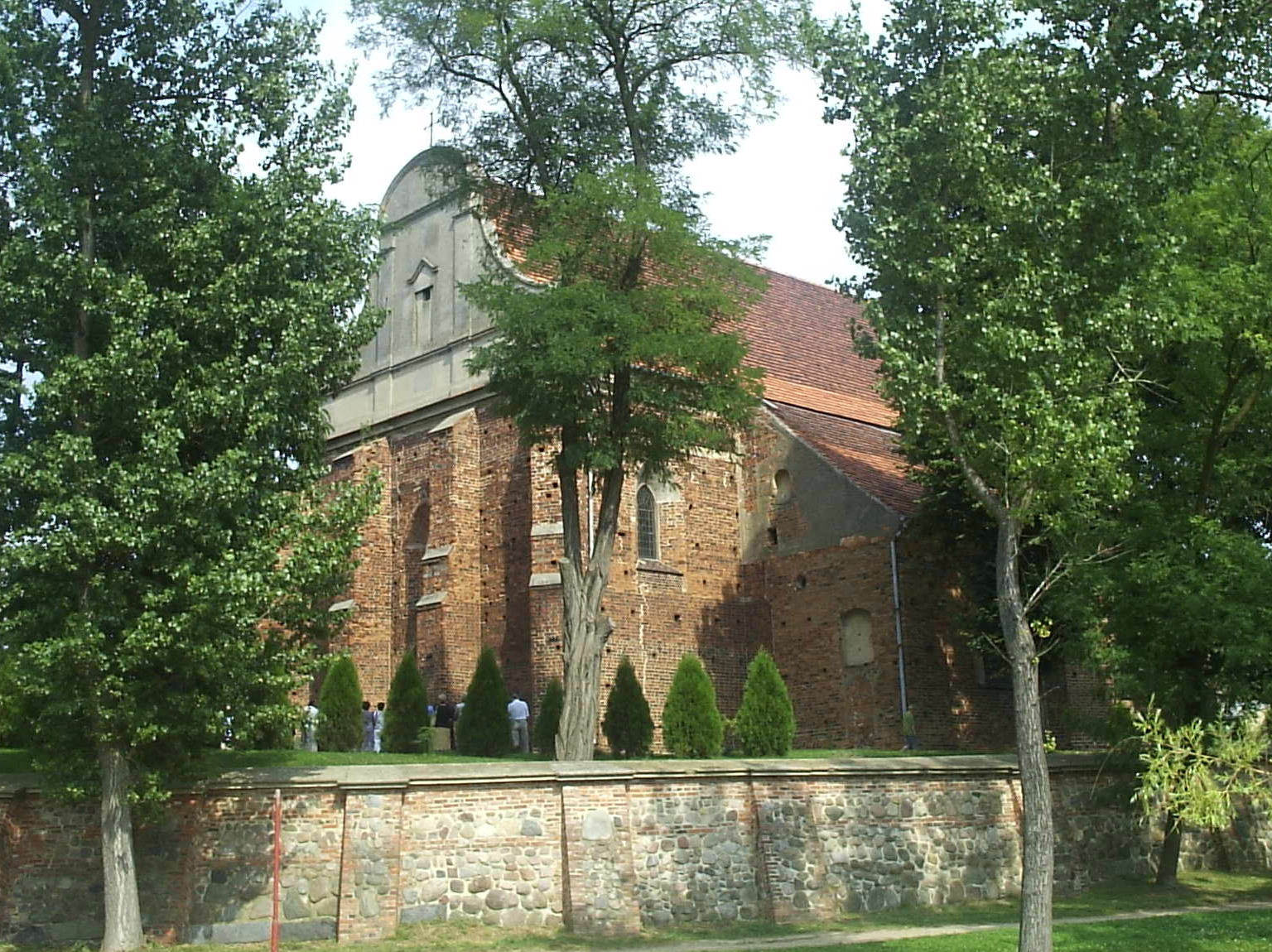
Kościół parafialny w Dolsku
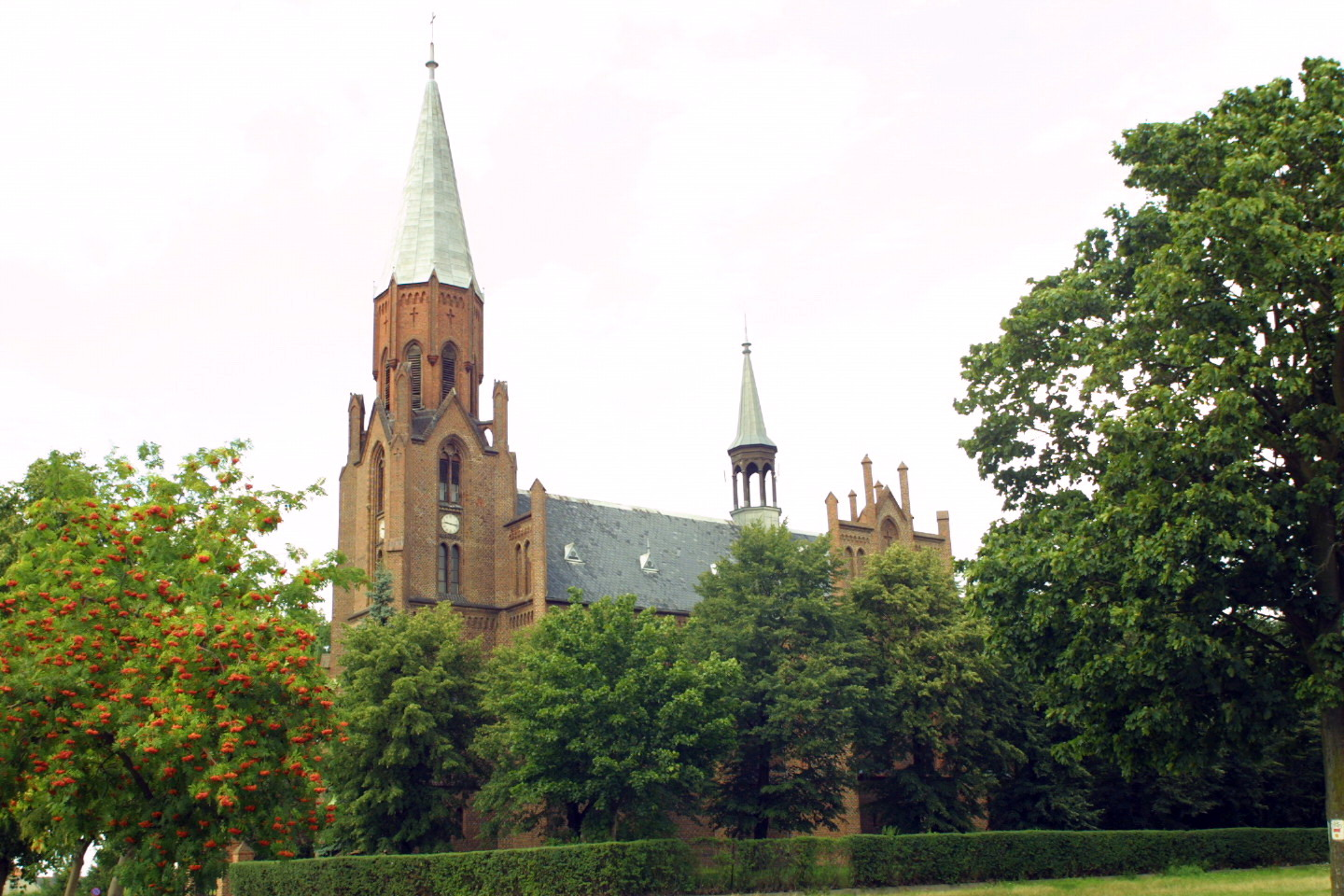
Kościół w Brodnicy
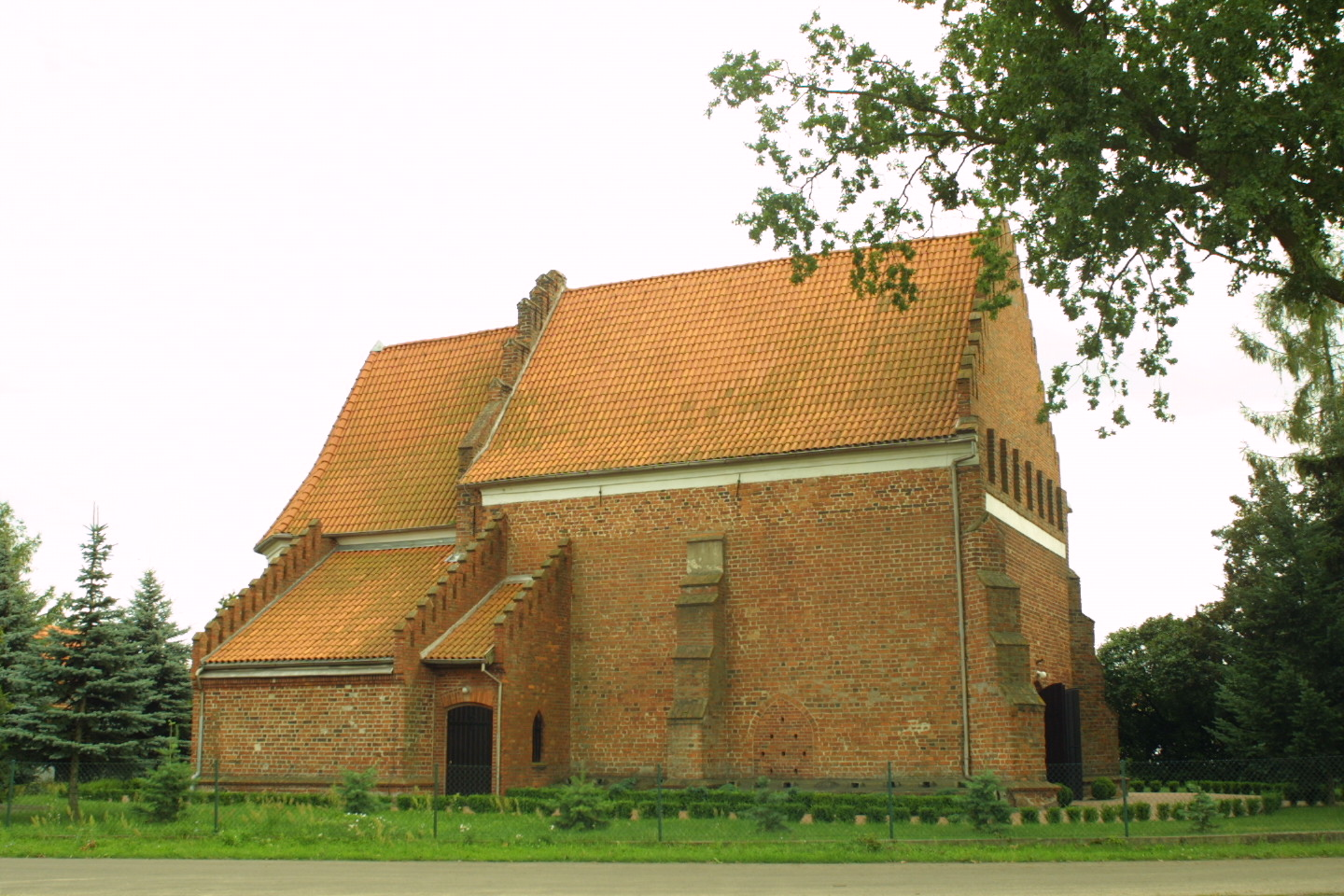
Kościół w Jaszkowie
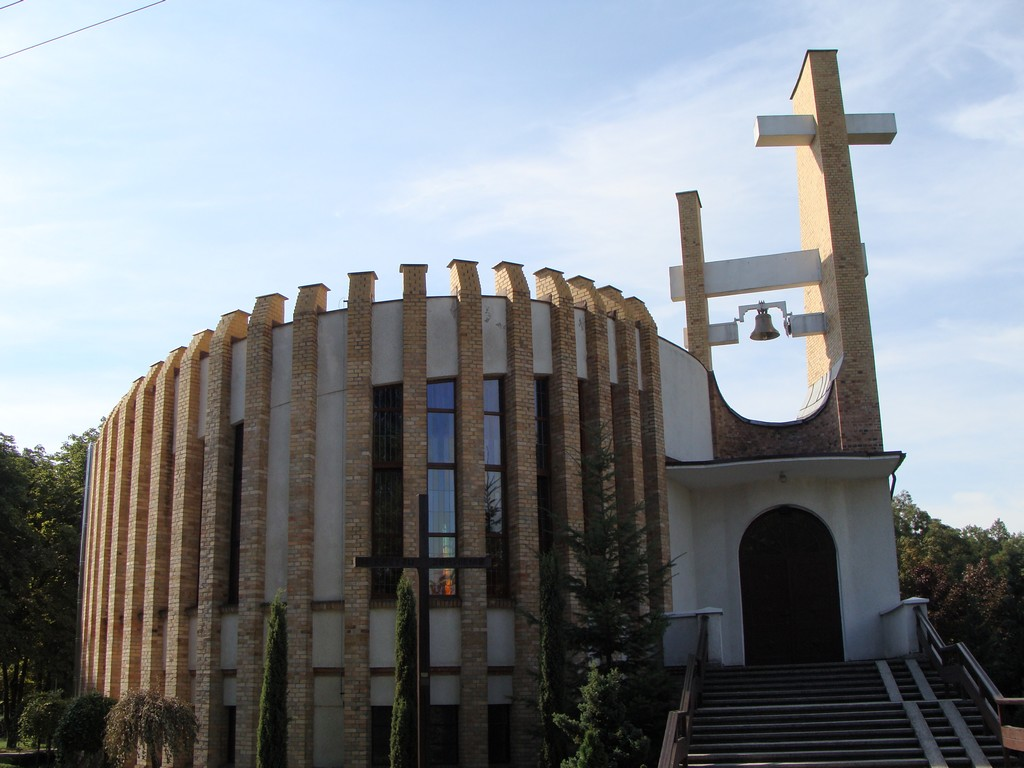
Kościół w Manieczkach
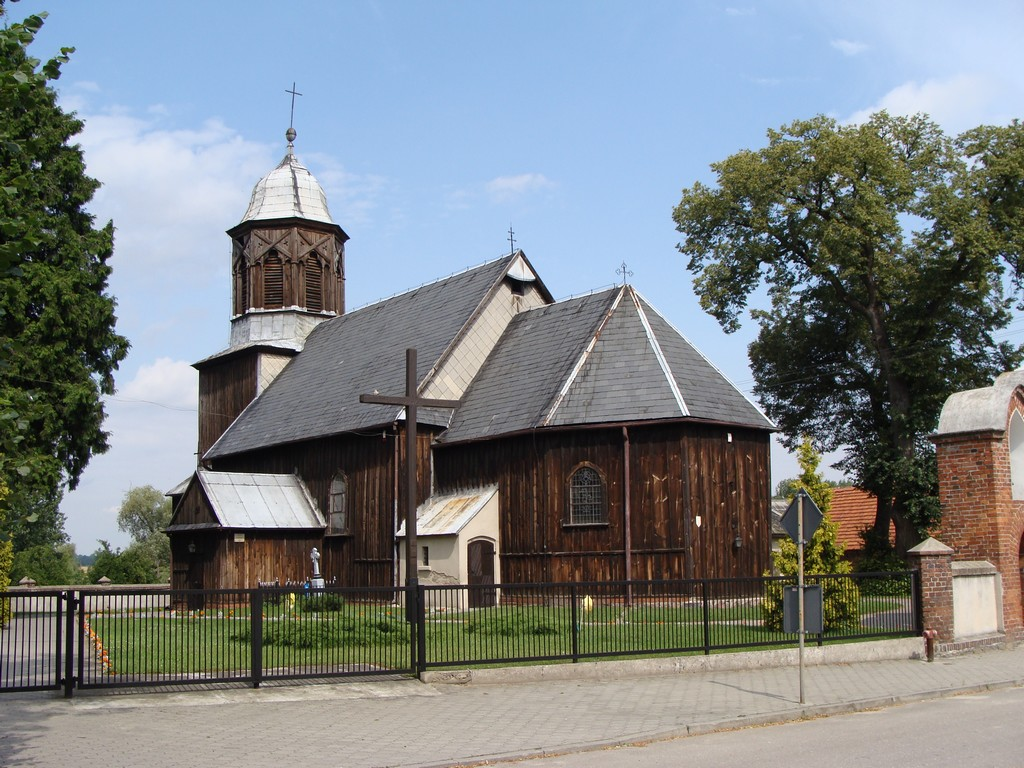
Kościół w Mórce
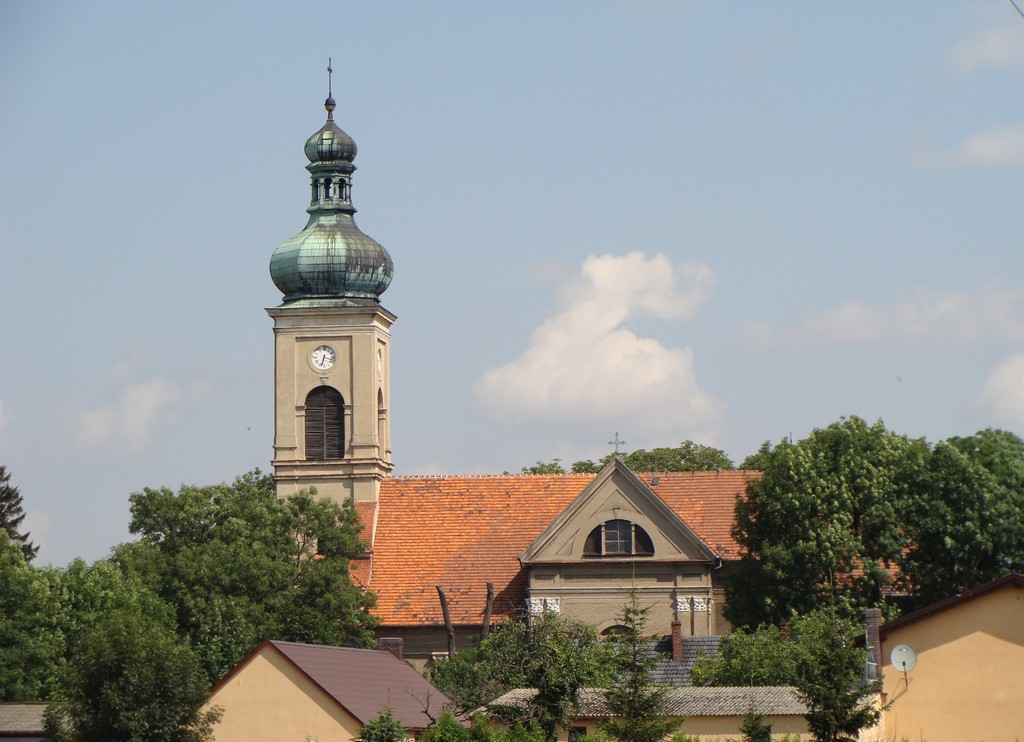
Kościół w Wieszczyczynie
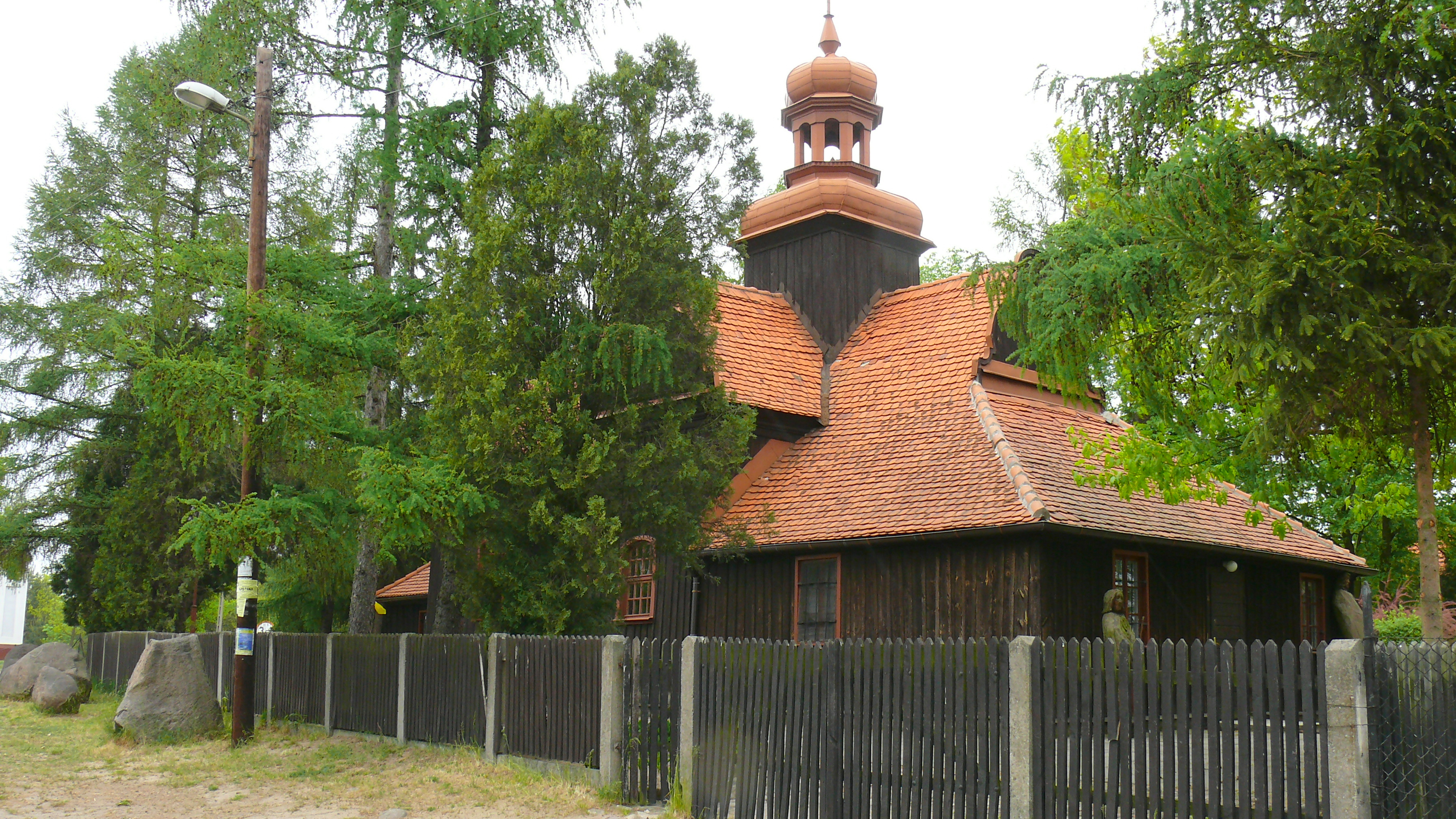
Kościół w Błażejewie